# Хальфинг
Хальфинг (нем. Halfing) — община в Германии, в земле Бавария. 
Подчиняется административному округу Верхняя Бавария. Входит в состав района Розенхайм. Подчиняется управлению Хальфинг.  Население составляет 2700 человек (на 31 декабря 2010 года). Занимает площадь 22,81 км².